# Acción Chaqueña
Acción Chaqueña (AC) es un partido político conservadorde la provincia argentina del Chaco. Fue fundado en 1988 por el exgobernador José Ruiz Palacios.

## Historia
Con tan solo 8 meses de ser fundado, en 1989 José Ruiz Palacios es electo como intendente de Resistencia para el periodo 1989-1991, siendo sucedido por Elda Pértile para el periodo 1991-1993 y reelecta para el periodo 1993-1995. Entre 1991 y 1999 el partido también gobernó la segunda ciudad del Chaco, Presidencia Roque Sáenz Peña.

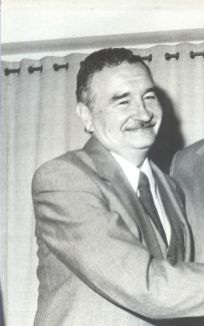
Rolando Tauguinas gobernador de la provincia de Chaco. Del partido ACHA

Luego del descredito que comenzaron a sufrir el Partido Justicialista y la Unión Cívica Radical, logró terminar con el bipartidismo en la provincia al gobernar entre 1991 y 1995 con el gobernador Rolando Tauguinas, después de ganarle por poco más de 1.000 votos al Partido Justicialista en la elección de 1991.
Para elección de 1995 el descontento por las políticas de ajuste, privatizaciones, y disputas entre Rolando Tauguinas y José Ruiz Palacios llevaron al partido al tercer puesto, entrando en un declive del que no se recuperó.
En las elecciones de 2003 formó parte del Frente de Todos llevando al radical Roy Nikisch a la gobernación. En las elecciones de elecciones de 2011 dejó el Frente de Todos participando solo en las elecciones para Diputados Provinciales. Desde las elecciones de 2015 pertenece al Frente Chaco Merece Más junto con el Partido Justicialista.
En 2019 formó alianza con el Frente NOS de Gómez Centurión.
En 2023 formó alianza con La Libertad Avanza de Javier Milei, coalición que obtuvo el primer lugar en las elecciones primarias con más del 30% a nivel nacional, y el segundo lugar a nivel provincial con el 28.93%, por detrás de la coalición gobernante, Unión por la Patria, mientras que en cuanto al lado legislativo, obtuvieron el 26.07% de los votos, de nuevo, por detrás de Unión por la Patria.